# Ad Colen
Ad Colen, (Geleen, 12 juli 1961), is een Nederlandse jazz-saxofonist (tenorsaxofoon, sopraansaxofoon), -componist en -bandleider.
Colen speelde onder meer gitaar, maar koos uiteindelijk voor de saxofoon. Hij studeerde aan het conservatorium in Hilversum en studeerde in New York bij Dick Oatts. Hij speelde in verschillende bands in allerlei genres en begon in 1997 een kwartet, waarmee hij in de jaren erna verschillende albums opnam en onder meer speelde op het North Sea Jazz Festival. Bij zijn kwartet spelen op dit moment (2013) Gé Bijvoet (piano), Wiro Mahieu (contrabas) en Yonga Sun (drums). Met Bijvoet vormt Colen ook een duo. Ad Colen heeft een eigen platenlabel, Sweet Briar Music.

## Discografie als bandleider
- Naked (met o.m. Michiel Borstlap), 1997 Ad Colen Quartet
- Eyes Wide Open, 2000 Ad Colen Quartet
- Bitter but Sweet, 2005 Ad Colen Quartet
- Free, 2009 Ad Colen Quartet
- Spark, 2012 Ad Colen Quartet
- A Birds Eye View 2018 COLEN